# Al-Samoud-2-Rakete
Die Al-Samoud-2-Rakete (arabisch الصمود as-Samud, DMG aṣ-Ṣamūd ‚Standhaftigkeit‘) ist eine irakische Boden-Boden-Rakete. Sie basiert in weiten Teilen auf der sowjetischen S-75-Flugabwehrrakete und wird von deren Raketenmotoren angetrieben. Entwickelt wurde sie  Mitte der 1990er-Jahre und hat mit einer Zuladung (Sprengkopf) von 300 kg offiziell eine Reichweite von 149 Kilometern. Laut UN erreicht sie ohne Zuladung ein Ziel in einer Entfernung von 183 Kilometer. 
In der Zeit vor dem Golfkrieg 1991 besaß der Irak noch verschiedene Boden-Boden-Raketen:
1. die R-17 mit einer Reichweite von 300 Kilometern
2. die Al-Hussein-Rakete mit einer Reichweite von 600 bis 650 Kilometern
3. die Al Abbas mit einer Reichweite von 900 Kilometern

Da der Irak nur Raketen mit einer Reichweite von höchstens 150 Kilometern besitzen darf, wurden 65 der etwa 120 Raketen, die das Land besaß, nach einem Ultimatum des UN-Chefinspekteurs Hans Blix in der Zeit zwischen dem 1. März 2003 bis zum Ausbruch des Dritten Golfkriegs am 20. März zerstört. Der Irak hatte also zu Beginn des Krieges noch etwa 55 Raketen. Außerdem wurden 42 Sprengköpfe und zwei Startrampen zerstört.